# Christoph Anton von Migazzi

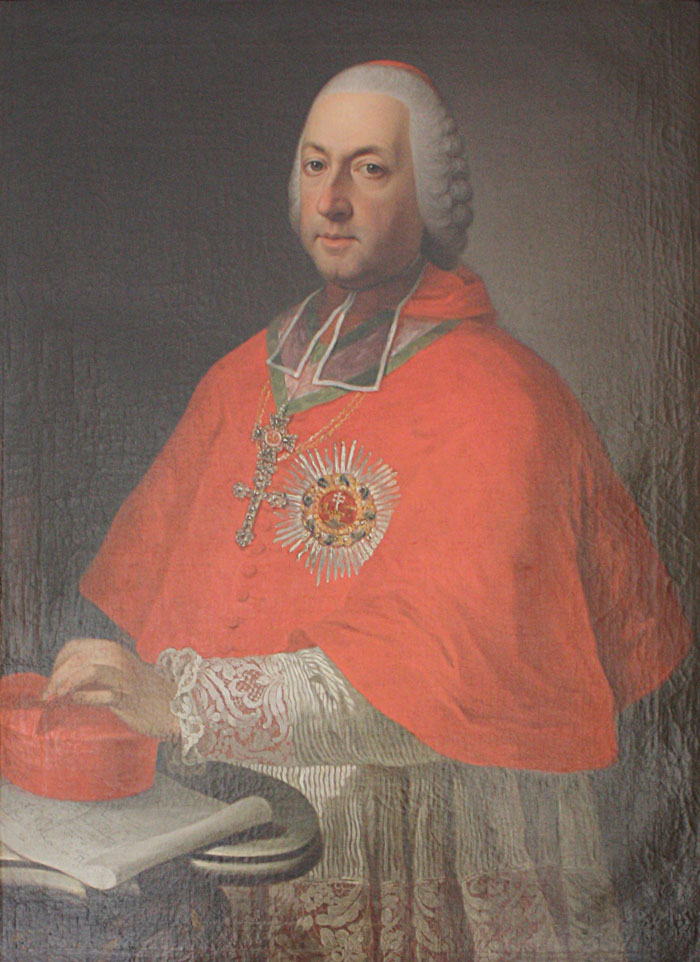
Christoph Anton Kardinal von Migazzi

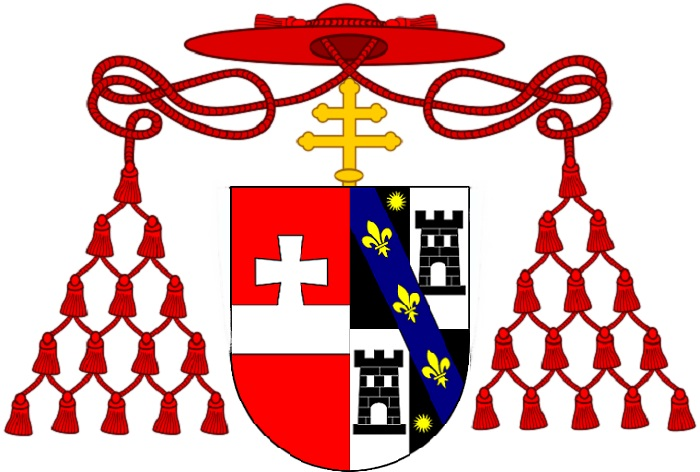
Kardinalswappen

Christoph Bartholomäus Anton Migazzi, Graf zu Wall und Sonnenthurm (* 20. Oktober 1714 in Trient; † 14. April 1803 in Wien) war ab 1751 römisch-katholischer Koadjutor von Mechelen (Belgien) und Titularerzbischof von Karthago, diente Kaiserin Maria Theresia als Gesandter in Madrid, erhielt 1756 vom Papst den Titel Erzbischof und wurde zum Bischof von Waitzen in Ungarn ernannt. Von 1757 bis 1803 war er römisch-katholischer Erzbischof der Erzdiözese Wien und von 1762 bis 1785 auch Administrator in Waitzen. Von 1761 bis zu seinem Tod war er Kardinal mit der Titelkirche Santi Quattro Coronati.

## Leben
Migazzi studierte in Rom am vom Jesuitenorden geleiteten Collegium Germanicum und wurde nach der Priesterweihe zunächst Kanoniker in Brixen und Trient.
1745 wurde er Richter am Obersten Gerichtshof des Vatikans, der Römischen Rota, und wurde am 20. September 1751 zum Koadjutor von Mechelen (Belgien) und zum Titularerzbischof von Karthago ernannt. Die Bischofsweihe spendete ihm am 10. Oktober desselben Jahres der Kardinalbischof von Frascati, Giovanni Antonio Guadagni, Mitkonsekratoren waren Ferdinando Maria de Rossi, Titularpatriarch von Konstantinopel, und Luigi Calini, Titularpatriarch von Antiochien. Auf Wunsch Maria Theresias wurde Migazzi Gesandter in Madrid. Am 28. August 1756 wurde ihm von Papst Benedikt XIV. der persönliche Titel Erzbischof pro hac vice verliehen und zum Bischof von Waitzen (Ungarn) ernannt. Am 18. März 1757 wurde er Erzbischof von Wien. Nach dem Tod des Bischofs Karl Eszterházy wurde er am 19. April 1762 Administrator in Waitzen, bis ihn Kaiser Joseph II. im Jahr 1785 zur Abdankung zwang. In seiner Amtszeit wurde die heutige Kathedrale von Vác errichtet.
Bald nach seiner Inthronisation als Erzbischof der Erzdiözese Wien gründete er 1758 das Wiener Priesterseminar. 1760 wurde er Präsident der Studienhofkommission, die von Maria Theresia zur Unterrichtsreform gegründet worden war. Am 23. November 1761 erfolgte seine Kardinalserhebung durch Papst Clemens XIII. mit der Titelkirche Santi Quattro Coronati. 1781 unterstützte er die Veröffentlichung von Rosalinos Bibelübersetzung. Er war ein Gegner des Jansenismus – mit dem er zeitweise sympathisiert hatte – und des Febronianismus. Trotz vieler Anfeindungen bekämpfte er beharrlich die Eingriffe in kirchliche Angelegenheiten durch die aufgeklärten Monarchen seiner Zeit (Siehe auch: Josephinismus).
Eine unerwartete Folge der Kirchenpolitik Josephs II. war die wesentliche Erweiterung des Wiener Diözesangebietes. In Migazzis Amtszeit erreichte die Erzdiözese Wien ihre heutige Ausdehnung. Im Jahr 1783 erhielt Wien Pfarreien östlich von Wien aus der Diözese Raab, und vom Bistum Passau erhielt sie im Jahr 1784 die Pfarreien Unter dem Manhartsberg (Weinviertel) und 1785 vom nach Sankt Pölten transferierten Bistum Wiener Neustadt die Stadt Wiener Neustadt.
Migazzis Grab befindet sich in der Bischofsgruft des Wiener Stephansdoms. Im Jahr 1894 wurde in Wien-Meidling (12. Bezirk) der Migazziplatz nach ihm benannt.